# Tay trắng tay đen
Tay trắng tay đen là trò chơi trẻ em ở Việt Nam khi một nhóm đông muốn sàng lọc dần để rút thành hai người. 

## Thể thức
Trẻ em chơi đứng tụm thành vòng tròn, mỗi người dùng một tay đưa bàn tay ra. Bàn tay có thể úp hoặc ngửa. Tay úp để lộ mu bàn tay thì gọi là "tay đen"; tay ngửa lộ lòng bàn tay là tay trắng. 
Mọi người khi chơi sẽ đồng thanh la lớn: "Bàn tay trắng bàn tay đen!" Khi vừa dứt lời thì mỗi người chìa bàn tay, úp hay ngửa tùy ý. Cả nhóm sau đó đếm ai "trắng" ai "đen". Số nào ít hơn sẽ bị loại, rút khỏi vòng tròn. Số còn lại lặp lại câu "Bàn tay trắng bàn tay đen!" rồi cử thế loại dần để chỉ còn hai người. 
Để chọn lấy một thì không dùng Tay trắng tay đen nữa mà thường chuyển sang oẳn tù tì để chấm một người. 